# Karl-Heinz Ferschl
Karl-Heinz Ferschl (født 7. juli 1944 i Nürnberg, død 30. maj 2023) var en tysk fodboldspiller (forsvarer/midtbane). Han spillede for henholdsvis Nürnberg og Hertha Berlin, og vandt det tyske mesterskab med Nürnberg i 1968.

## Titler
Bundesligaen
- 1968 med 1. FC Nürnberg